# Smuga cienia (powieść)
Smuga cienia (ang. The Shadow-Line, A Confession) – krótka powieść Josepha Conrada, pisana od lutego do grudnia 1915 r. Została opublikowana po raz pierwszy w 1916 r. w odcinkach w Metropolitan Magazine w Nowym Jorku (wrzesień – październik), w English Review (wrzesień 1916– marzec 1917 r.) i wydana w formie książki w 1917 roku w Wielkiej Brytanii (marzec) i Ameryce (kwiecień). 

## Historia wydania
Pierwotnie książka miała nosić tytuł „Pierwsze dowództwo”, a autor nosił się z zamiarem jej napisania już w 1899 r.

## Treść
Akcja powieści rozgrywa się w większości w Zatoce Syjamskiej i przedstawia historię młodego mężczyzny obejmującego w zastępstwie funkcję kapitana statku. Tytułowa smuga cienia odnosi się do granicy dojrzałości głównego bohatera, przekroczenia pewnego etapu osobistego rozwoju.
Powieść wyróżnia się podwójną strukturą narracyjną. Pełny tytuł to (w oryginale) The Shadow-Line, A Confession, co informuje czytelnika o retrospektywnym charakterze powieści. Powieść wykorzystuje ironię jako narzędzie do podkreślenia konfliktu pomiędzy młodym bohaterem (nie wymienionym w powieści z imienia), a starym. Poruszane są wątki mądrości życiowej, doświadczenia i dojrzałości. Szerokie wykorzystanie przez autora ironii do opisywania takich postaci jak kapitan Giles i okrętowy "factotum" Ransome służy podkreśleniu mocnych i słabych stron głównego bohatera.
Powieść była często interpretowana jako metafora pierwszej wojny światowej, uzasadniano to czasem powstania i odniesieniami do długiej walki, roli koleżeństwa itp. Pogląd ten wspiera fakt, iż starszy syn Conrada, Borys, został ranny w pierwszej wojnie światowej. Inne interpretacje podkreślają silny udział wątków ponadnaturalnych, takich jak duch byłego kapitana rzucający klątwę na swój statek, jak również szaleństwo starszego oficera Burnsa. Jednakże sam Conrad w komentarzu odautorskim z 1920 r. odciął się od tych interpretacji, pisząc że Świat żywych zawiera wystarczająco dużo cudów i tajemnic.

## Adaptacje
- Georges Franju nakręcił film telewizyjny z 1973 roku La ligne d'ombre na podstawie powieści[3],
- Andrzej Wajda zrealizował w 1976 filmową adaptację powieści pod tytułem Smuga cienia z Markiem Kondratem w roli głównej,
- W powieści z 2004 roku La Casa de Papel Carlosa Maríi Domíngueza fabuła oparta jest na poszukiwaniach osoby, która wysłała egzemplarz Smugi cienia zmarłej niedawno koleżance[4].